# Guerrilla Cambridge
A Guerrilla Cambridge (korábban SCE Cambridge Studio) videójáték-fejlesztő cég volt, a SIE Worldwide Studios része, amelyet 1997 júliusában alapítottak, amikor a Sony Computer Entertainment Europe felvásárolta a Millennium Interactive fejlesztőstúdiót a Creature Labstól. A vállalat elsősorban a MediEvil sorozatról ismert. 2013. január 10-én a Sony Computer Entertainment átszervezte a Cambridge Studiót, amely a továbbiakban a Guerrilla Gameszel együttműködve fog Killzone-játékokat készíteni PlayStation Vita marokkonzolra. Az átszervezéssel a Sony Computer Entertainment átnevezte a céget Guerrilla Cambridge-re, amely a Guerrilla Games társstúdiója lett.
2017. január 12-én a Sony bejelentette a stúdió bezárását.

## Játékai
SCE Cambridge Studio név alatt
| Cím                    | Megjelenés | Platform             |
| ---------------------- | ---------- | -------------------- |
| MediEvil               | 1998.      | PlayStation          |
| MediEvil 2             | 2000       | PlayStation          |
| C-12: Final Resistance | 2001       | PlayStation          |
| Primal                 | 2003       | PlayStation 2        |
| Ghosthunter            | 2004       | PlayStation 2        |
| MediEvil: Resurrection | 2005       | PlayStation Portable |
| 24: The Game           | 2006       | PlayStation 2        |
| PlayTV                 | 2008       | PlayStation 3        |
| LittleBigPlanet        | 2009       | PlayStation Portable |
| TV Superstars          | 2010       | PlayStation 3        |

Guerrilla Cambridge név alatt
| Cím                            | Megjelenés | Platform         |
| ------------------------------ | ---------- | ---------------- |
| Killzone: Mercenary            | 2013       | PlayStation Vita |
| RIGS: Mechanized Combat League | 2016       | PlayStation VR   |

## Közreműködéseik
A Studio Cambridge az alábbi címek fejlesztéshez is hozzájárult:
- Heavenly Sword
- Wipeout franchise
- PlayStation Home
- Killzone 2
- Passport to... franchise
- EyeToy franchise
- PlayTV TV-tuner és digitális videófelvevő